# Василије Велики Комнин
Василије Велики Комнин (грч. Βασίλειος Μέγας Κομνηνός) је био трапезунтски цар од 1332. до 1340. године, из династије Великих Комнина.
Цар Василије Велики Комнин (romanized: Basileios Megas Komnēnos), (умро 6. априла 1340. године) био је цар Трапезунтског царства од августа 1332. године, до своје смрти 1340. године. Иако је Василијева владавина била период стабилности током грађанског рата који је доминирао целим царством током друге четвртине 14. века, неки од тих сукоба су били изазвани његовим брачним поступцима.

## Живот
Василије је био млађи син цара Алексија II Трапезунтског и његове жене царице Џијаџак Џакели. Када је његов најстарији брат цар Андроник III ступио на престо 1330. године, и убио своја два брата (Михаила и Ђорђа), Василије је тада боравио у Цариграду и тако избегао судбину своје браће.
Након смрти цара Андроника III, цар је постао његов малолетни син цар Манојло II. Међутим, Василије је био позван из Цариграда да преузме престо; цар Манојло II је свргнут у августу 1332. године, и затворен у манастир. Цар Василије је очистио двор од присталица свог брата и синовца (који су укључивали мега дука Лекеса Цатзинцаиоса и његовог син мега доместика Цамба), али човек кога је именовао за новог мега дукса, Јован Евнух, побунио се у корист свргнутог цара Манојла II. Побуна је угушена и да би се спречиле даље невоље дете је убијено 1333. године, вероватно по Василијевом наређењу.
Упркос Василијевом повратку, сукоби су настављени. Према Џорџу Финлеју, велики официри и главни племићи постали су ситни суверени, и свели су село на анархију. Схоларији, полиција феудалаца, постала је толико непокорна да је цар Василије морао да унајми стране плаћенике да заштити своју личност, али су својом бахатошћу и корупцијом брзо учинили да себе и свог господара омрзну. Толика је била његова непопуларност међу становницима града, да су, када је наступило помрачење Сунца, они то схватили као знак божанског гнева и натерали цара да потражи уточиште у цитадели и покушали да га гађају камењем.
Цар Василије је 17. септембра 1334. године, склопио брачни савез са византијским царем Андроником III Палеологом оженивши се његовом ванбрачном ћерком Ирином. Наклоност између њих двоје се убрзо охладила, а цар Василије је узео љубавницу која се такође звала Ирина, од које је добио четворо ванбрачне деце. Остаје неизвесно да ли је он заиста био разведен од супруге, али постоји занимљиво писмо цариградског патријарха Јована XIV Калекаса, Григорију митрополиту Трапезунтском. У овом писму Патријарх укорава митрополита и све остале свештенике у Трапезунту због злобе коју су дозволили да се догоди на повреду светих канона, и наређује им да овај проблем реше под претњом екскомуникације старешина Цркве. Локално свештенство се, међутим, задовољило претварањем да заправо одаје почаст легитимној царици у својим службама пошто одаје почаст једној Ирини. 
Нелагодну ситуацију у главном граду искористио је туркменски шеик Хасан, који је напао Трапезунт 5. јула 1335. године. Борбе су се водиле код палисаде Светог Керикија и на планини Минтрион, али је провиђење кише омогућило Трапезунтцима да разбију нападаче.
Цар Василије је умро 6. априла 1340. године, очигледно отрован од своје законите жене царице Ирине Палеолог, која је одмах заузела престо.

## Деца
Деца цара Василија и његове друге жене, Ирине Трапезунтске, била су:
- Ана, која се удала за Андреја Константиновича, великог кнеза Нижњеновгородско-Суздаљског 1343. године;
- Алексије Трапезунтски (1327–око 1349);
- Јован, касније преименован у цар Алексије III (1338–1390);
- Марија, која се удала за Фахрудина Кутлуг бега, емира Ак Којунлуа 1352. године;[9]
- Теодора, која се удала за хаџи Омара, емира Халивије (турски: Хаџемир) 1358. године;[10]

Са царицом Ирином Палеолог или Ирина Трапезунтска, Василије је вероватно имао ћерку:
- Хелена (умрла 1366. године), била је прва жена краља Баграта V од Грузије.

## Породично стабло
|  |                              |  |  |  |  |  |  |  |  |  |  |  |  |  |  |  |
|  | 2. Алексије II Велики Комнин |  |  |  |  |  |  |  |  |  |  |  |  |  |  |  |
|  |                              |  |  |  |  |  |  |  |  |  |  |  |  |  |  |  |
|  |                              |  |  |  |  |  |  |  |  |  |  |  |  |  |  |  |
|  | 1. Василије Велики Комнин    |  |  |  |  |  |  |  |  |  |  |  |  |  |  |  |
|  |                              |  |  |  |  |  |  |  |  |  |  |  |  |  |  |  |
|  |                              |  |  |  |  |  |  |  |  |  |  |  |  |  |  |  |
|  | 3. Џијаџак Џакели            |  |  |  |  |  |  |  |  |  |  |  |  |  |  |  |
|  |                              |  |  |  |  |  |  |  |  |  |  |  |  |  |  |  |
|  |                              |  |  |  |  |  |  |  |  |  |  |  |  |  |  |  |